# Pimenta Naga Viper
A pimenta Naga Viper é uma variante da pimenta malagueta. Em 2011, foi registrada como a "pimenta mais picante do mundo" pelo Guinness World Records, com uma classificação de 1.382.118 unidades de calor Scoville (SHU), mas foi superada em SHU pela Carolina Reaper, em 2017, e novamente pela última recordista mundial Pepper X em 2023.

## Origem
A Naga Viper foi criada na Inglaterra pelo produtor de pimenta Gerald Fowler, da Chilli Pepper Company em Cark, Cumbria. É alegado que seria um híbrido instável produzido a partir das pimentas Naga Morich, Bhut Jolokia e da Trinidad Scorpion Butch T, que são algumas das pimentas mais picantes do mundo. 